# 彼得·卡普斯塔
彼得·卡普斯塔（羅馬尼亞語：Petre Capusta，1957年6月14日—），罗马尼亚男子皮划艇运动员。他曾代表罗马尼亚参加1980年夏季奥林匹克运动会皮划艇比赛，获得男子双人划艇500米银牌。